# Schule Santa Christiana Wiener Neustadt

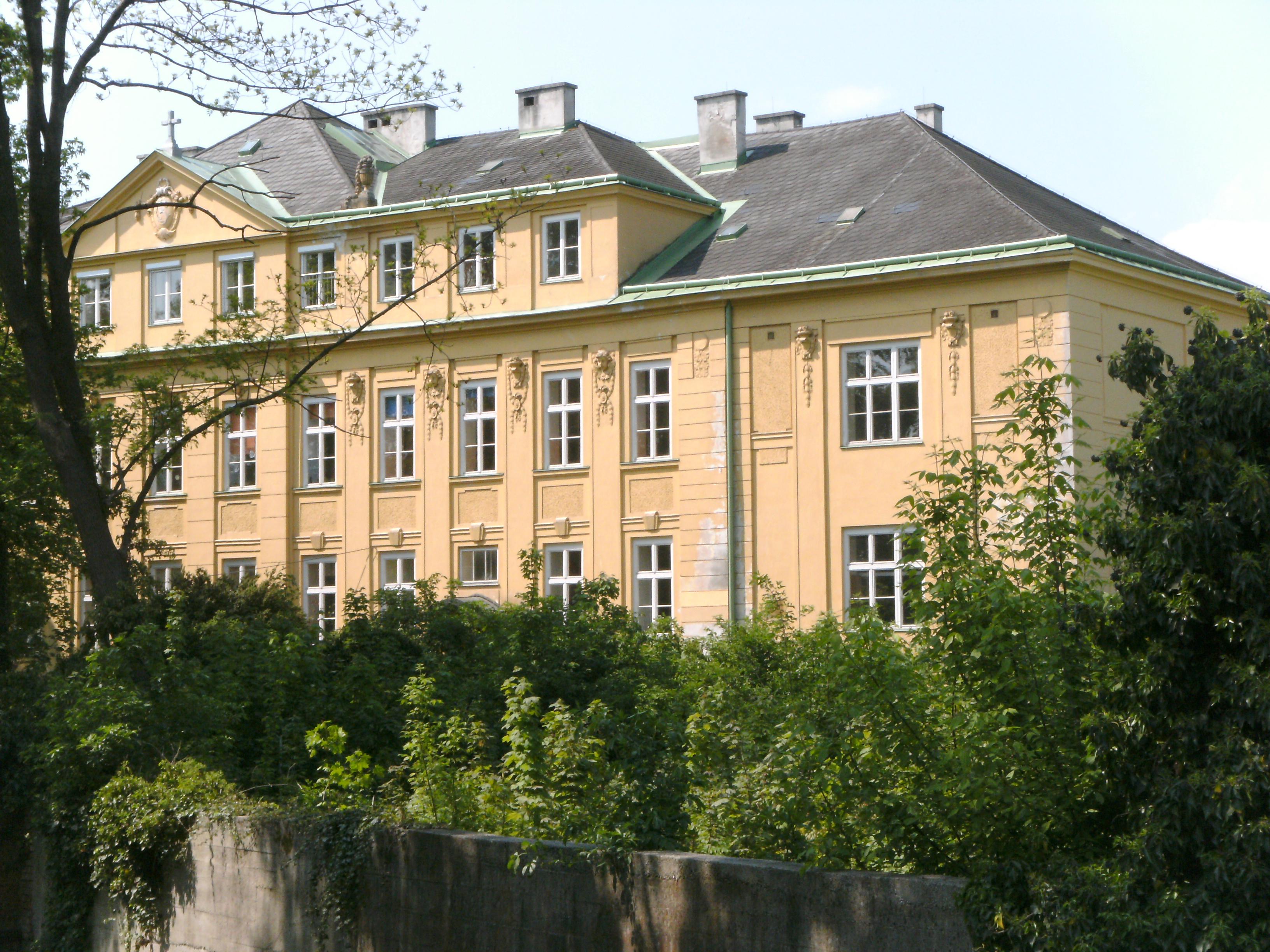
Schule Santa Christiana in Wiener Neustadt

Die Schule Santa Christiana Wiener Neustadt ist eine römisch-katholische Privatschule mit Öffentlichkeitsrecht in der Wiener Straße in der Stadtgemeinde Wiener Neustadt in Niederösterreich. Das Schulgebäude steht unter  Denkmalschutz (Listeneintrag).

## Geschichte
Die ehemalige Krupp’sche Löffelfabrik wurde 1903 vom Schulorden der Töchter der Kindheit Jesu und Maria gekauft. Das Gebäude wurde 1903/1904 zu einem Schulgebäude umgebaut. Die Schule wurde am 1. Oktober 1904 mit Propst Karl Schnabl eröffnet und geweiht. Anfangs war die Schule ein sogenanntes Mädchenpensionat und wurde von den Schwestern bis 1938 geleitet. Die Nationalsozialisten enteigneten den Schwestern das Schulgebäude und die Schwestern mussten Wiener Neustadt verlassen. Die Schule wurde von der Stadtgemeinde weitergeführt. Nach dem Krieg ab 1945 diente das Gebäude als Obdachlosenasyl, als Quartier für russische Soldaten und als Lazarett.

## Architektur
Der dreigeschoßige späthistoristische Bau mit einem L-förmigen Grundriss freistehend in einem Park zeigt ein mit Lisenen gegliedertes Obergeschoß und einen bekrönenden Dreieckgiebel.

## Schule
Die Schule beinhaltet eine Volksschule, eine Neue Mittelschule, eine Polytechnische Schule, und ein Tagesinternat.